# Head over Heels (jeu vidéo)
Pour les articles homonymes, voir Head over Heels.
Head over Heels (litt. La tête sur les talons) est un jeu vidéo d'action-aventure en 3D isométrique développé et édité par Ocean Software en 1987. Le joueur contrôle deux personnages, Head et Heels, dont les possibilités différentes permettent d'abord de s'enfuir de prison, puis délivrer les 4 planètes retenues prisonnières par l'empire de Blacktooth, venir à bout de Blacktooth et enfin rejoindre la planète Freedom.
Le jeu est parsemé de touches surréalistes : un lanceur de donuts, des robots à l'effigie du prince Charles sur le corps d'un Dalek, des marches en forme de chien qui disparaissent en présence de Head, etc.

## Historique
Head over Heels ressemble à d'autres jeux comme Knight Lore, Alien 8 ou encore Batman, pour sa vue en perspective isométrique et son découpage en pièces. Beaucoup de mécanismes reprennent ceux du jeu Batman, développé par les mêmes auteurs au cours de l'année précédente.
Il fut d'abord restreint aux systèmes Z80 comme MSX, ZX Spectrum, Amstrad CPC. Puis, devant le succès, il fut porté dans les années suivantes à d'autres systèmes.
Les auteurs écrivirent plus tard Monster Max.

## Description
L'univers est découpé en plus de 300 pièces, et le but dans chacune est de parvenir à la suivante par une porte ou un téléporteur, ou bien de récupérer une des couronnes qui libèrent une planète du joug de Blacktooth.
Les deux personnages commencent le jeu dans des pièces différentes et ne peuvent se rejoindre qu'après de nombreuses péripéties.
- Head (Headus Mouthion) ressemble plutôt à un chien, de couleur jaune. Dès qu'il est en possession du lanceur de donuts, il peut immobiliser les ennemis qu'il rencontre. Il peut se diriger quand il tombe.
- Heels (Footus Underium) est plutôt un chat de couleur brune. Il va deux fois plus vite que Head, mais ne contrôle pas ses sauts ni ses chutes. Une sacoche trouvée au début du jeu lui permet de prendre des objets dans la pièce.
- Lorsque Head et Heels se rencontrent, ils peuvent devenir Head over Heels, qui cumule les possibilités des deux personnages.

À part le lanceur de beignets (donuts), les donuts et la sacoche, d'autres objets peuvent être ramassés : 
- le poisson de réincarnation donne la possibilité de sauvegarder, sauf s'il n'est plus frais ;
- le lapin blanc donne une vie, ou deux si c'est Head over Heels qui le ramasse ;
- le lapin bleu apporte temporairement des possibilités de l'autre personnage (Heels saute plus loin, Head va plus vite) ;
- le lapin rose rend invincible.

Les mondes rencontrés sont la Prison (les deux pièces du départ), Blacktooth, le Marché, la Base lunaire, plus les quatre planètes à délivrer : le Pénitencier, Safari, Egyptus et Bookworld. La dernière image montre la planète Freedom.

## Postérité
Le jeu est l'une des entrées de l'ouvrage Les 1001 jeux vidéo auxquels il faut avoir joué dans sa vie.